# O Canada!
Pour les articles homonymes, voir Ô Canada (homonymie).
O Canada! est un film en Circle-Vision 360° proposé au sein du pavillon Canada situé à Epcot, deuxième parc à thèmes de Walt Disney World Resort en Floride.

## Synopsis
Le film propose de nombreuses images des villes et sites du Canada avec parmi d'autres le Québec, l'Ontario, Vancouver et son port, la Rivière des Outaouais.
La nouvelle version apparue en 2007, est plus scénarisée. Elle est présentée par Martin Short.
Après une introduction reprenant quelques préjugés concernant les Canadiens, le film voyage vers d'autres sites connus: les Chutes du Niagara, les Montagnes Rocheuses canadiennes, les principales villes (Toronto, Vancouver, Ottawa, la ville de Québec).

## L'attraction
L'attraction est située derrière l'Hôtel du Canada, évocation du Château Laurier situé à Ottawa et est entourée d'une cascade et d'une réplique des montagnes rocheuses canadiennes.
Un tunnel suggérant une galerie minière permet d'accéder à la salle de projection. Le titre de l'attraction vient de l'hymne canadien Ô Canada.
Le premier film a été tourné en 1979, mais il fait suite à Canada '67 présenté à l'Exposition universelle de 1967 à Montréal. Une version actualisée a été réalisée et a débuté le 1er septembre 2007, elle s'intitule Portraits of Canada mais le nom de l'attraction n'a pas été modifié.
- Ouverture: 1er octobre 1982 (avec le parc)[3]
- Conception: WED Enterprises
- Réalisation : William Bosché, Randy Bright[4].
- Durée: 14 min.
- Type de siège: aucun
- Type d'attraction: Cinéma en Circle-Vision 360°
- Situation : 28° 22′ 19″ N, 81° 33′ 06″ O